# Твоите думи
„Твоите думи“ е песен на българската певица Гергана. В нея взема участие Галин. Песента е дело на композитора Оцко. Текстът е на Станислава Василева. Премиерата на песента и видеоклипа е на 5 януари 2015 г.

## Скандалът в „Господари на ефира“
На 9 февруари 2015 г. „Господари на Ефира“ излъчва, че песента е била заимствана от песента „Всички те имат танкове“ на арабската хип-хоп изпълнителка Shadia Mansour, в която се говори за войната в Газа.
На 24 февруари Гергана и композиторът на „Твоите думи“ Йорданчо Василковски (Оцко) посещават посолството на Палестина и поднасят на д-р Мадбух извиненията си за недоразумението, свързано със заемките от песента на Шадиа Мансур, и изразяват съжалението си, че не са проучили предварително арабския оригинален текст. Те разказват и за срещата, която имат с ръководството на Палестинската асоциация и арабската общност в България и за общата си идея двете певици Шадиа Мансур и Гергана да се срещнат.

## Музикално видео
Видеоклипът е заснет в София. Режисьор е Люси. Песента е гледана над 60 000 пъти в рамките на 24 часа, след премиерата си в официалния YouTube канал на Телевизия „Планета“ „PlanetaOfficial“.
На 20 февруари 2015 г. видеоклипът бива свален поради предявено искане от Шадия Мансур за авторско право. Дотогава клипът събира близо 2 милиона гледания.

## В класациите
| Класация (2015)               | Най-добра позиция |
| ----------------------------- | ----------------- |
| Планета Топ 20                | 5                 |
| Веселина Топ 10               | 3                 |
| „50-те най“ – Сигнал.бг       | 2                 |
| Попфолк класация – meloman.bg | 1                 |